# Scutellaria minor
Scutellaria minor là một loài thực vật có hoa trong họ Hoa môi. Loài này được Huds. miêu tả khoa học đầu tiên năm 1762.

## Hình ảnh

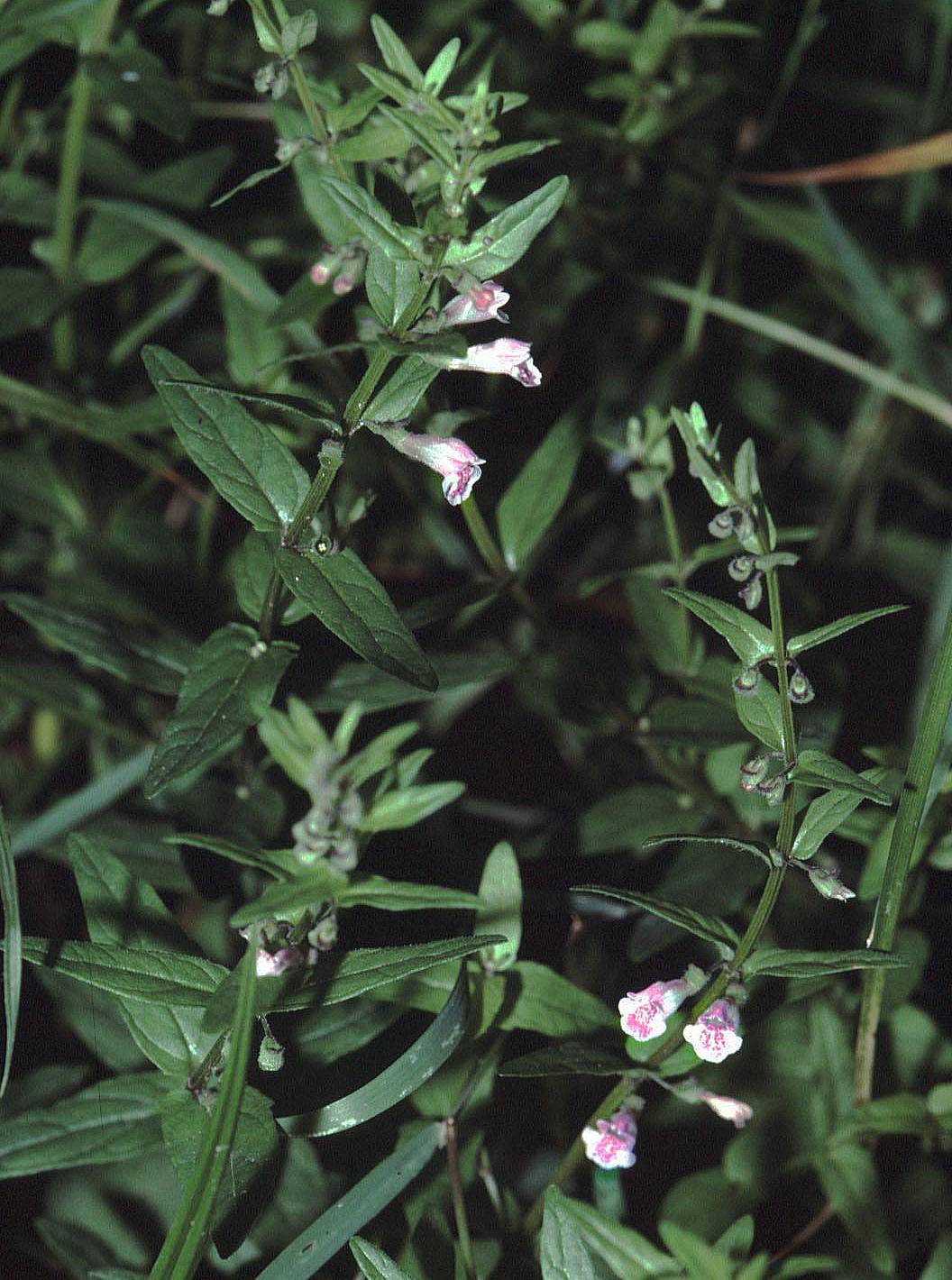
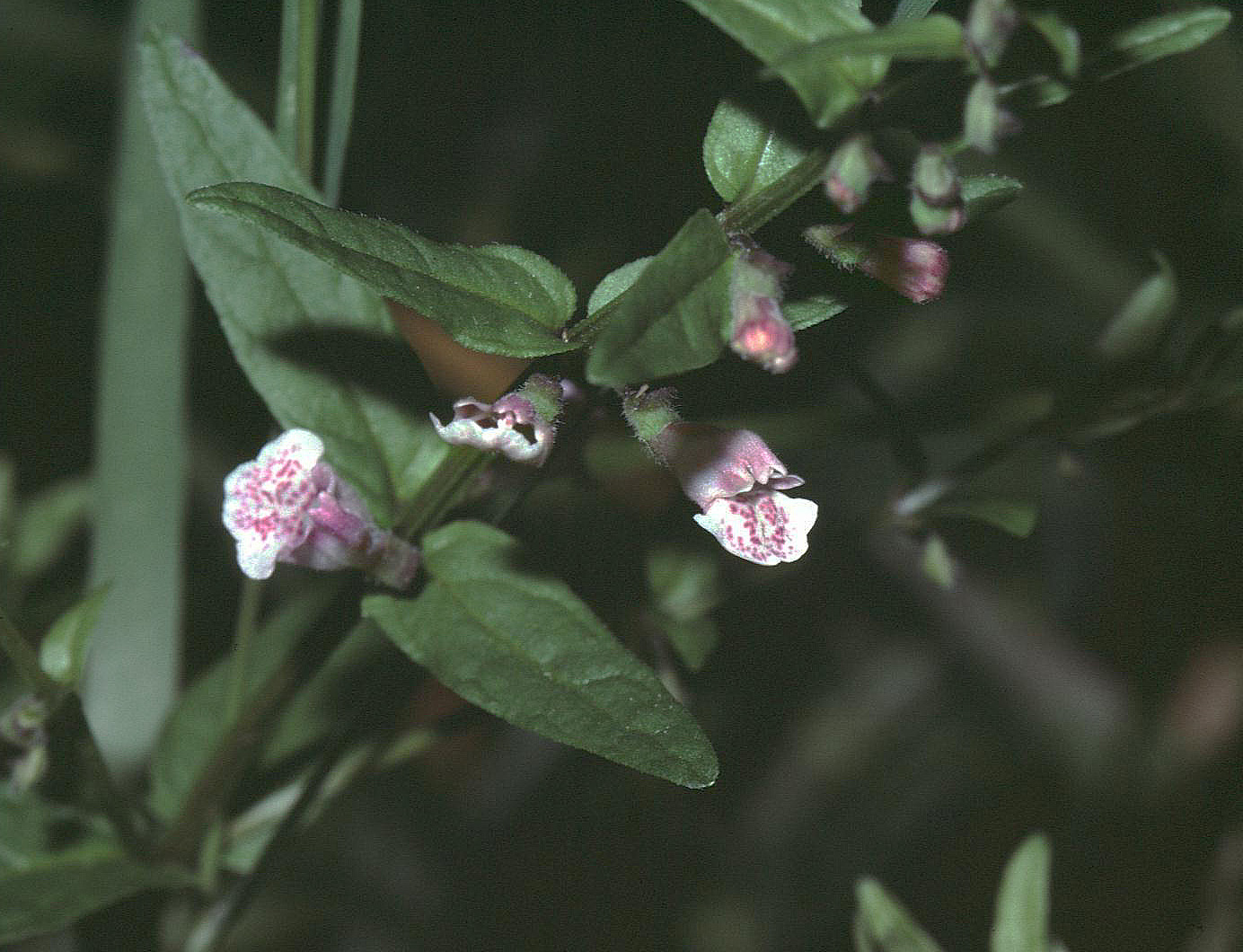
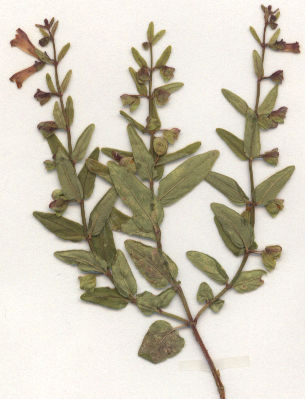
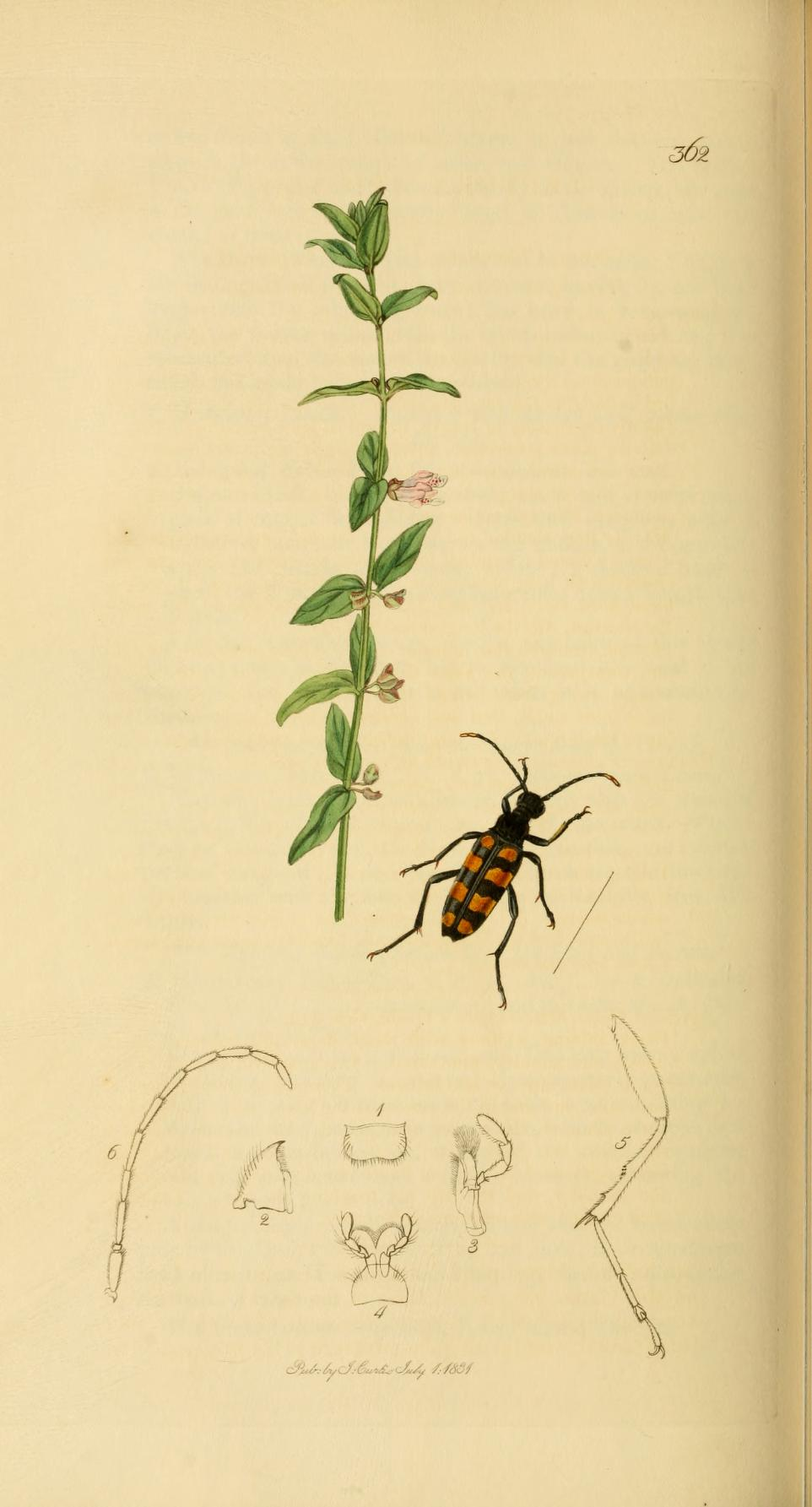